# Могилёвская ратуша
Ратуша в Могилёве — одна из нескольких городских ратуш Белоруссии, находится в Могилёве. Строительно деревянного здания началось в 1578 году.

## История
В 1578 году, через год после получения городом грамоты на магдебургское право, в Могилёве началось возведение городской ратуши. Первоначально ратуша была деревянной, поэтому неоднократно сгорала дотла, и её местонахождение менялось. 

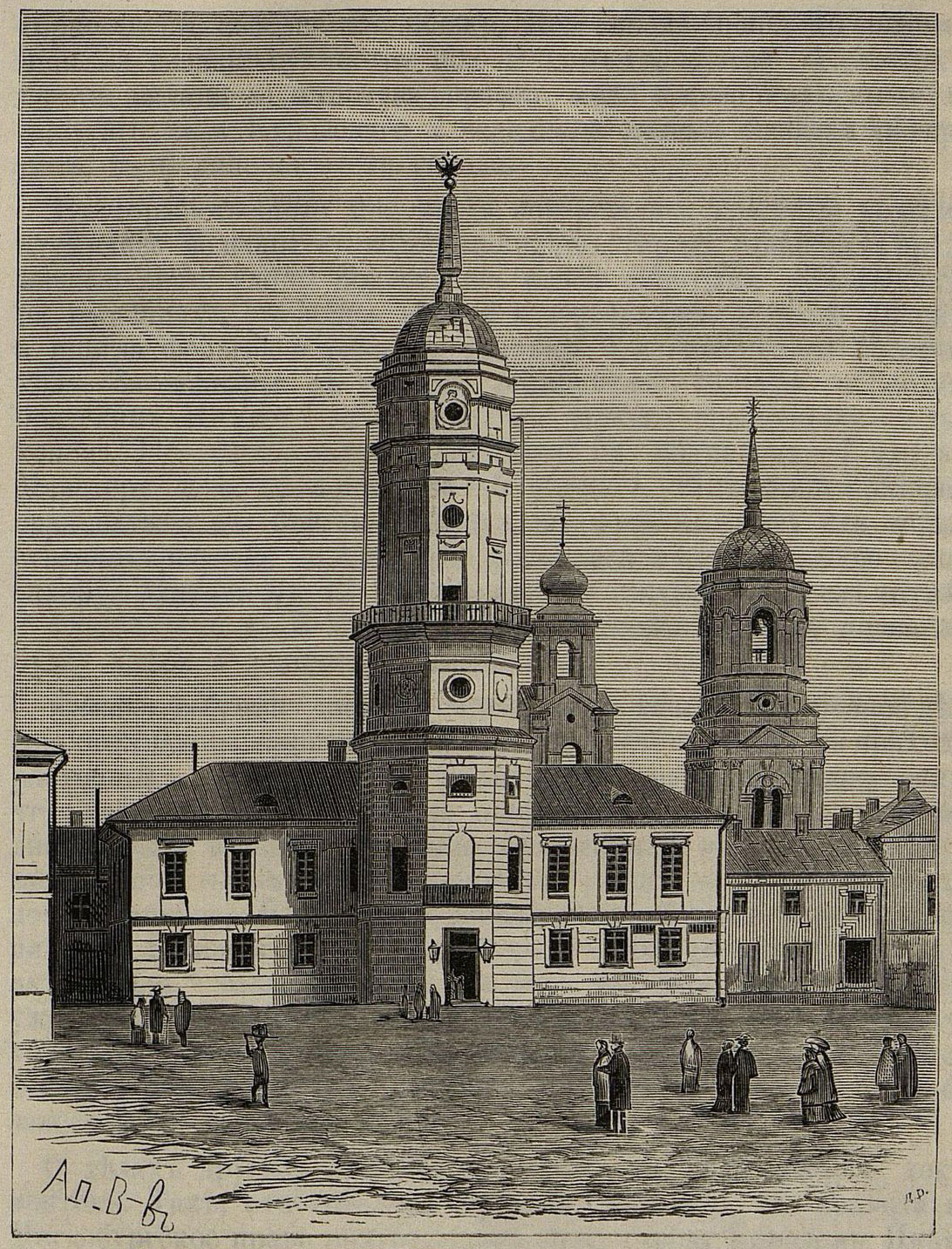
Городская ратуша в XIX веке.

4 сентября 1679 года горожане приступили к строительству каменной ратуши, основной корпус которой был возведен к 1681 году, а полностью строительство завершили в 1698 году. Здание покрыли черепицей, соорудили 2 крыльца (большое и малое), над которыми размещались позолоченные флюгера (ветреницы). Высота 8-гранной 5-ярусной башни со шпилем равнялась 46 метрам.
Во время Северной войны в сентябре 1708 года ратуша сгорела, но была быстро восстановлена. А в 1733 году в ней проведён большой ремонт.
Здание было самым высоким в городе. В 1780 году с её смотровой площадки Могилёвом любовались императрица Екатерина II и австрийский император Иосиф II.
Во время Великой Отечественной войны ратуша была сильно повреждена. 28 декабря 1952 года на совещании архитекторов БССР по охране памятников архитектуры было принято решение о её восстановлении, 11 сентября 1953 года — решение Исполкома Могилёвского городского Совета депутатов № 725, согласно которому здание ратуши объявлялось памятником архитектуры, а работы по её реставрации должны были быть завершены к 10 декабря 1953 года. Однако реставрация ратуши так и не была начата, а в июле 1957 года она была взорвана.
Неоднократно поднимались разговоры о восстановлении городской ратуши, но лишь 23 мая 1992 года произошла символическая закладка 1-го камня на старом месте будущей ратуши и его освящение на торжественном молебне. Реально к проекту и строительству приступили лишь в 2007 году. В 2008 году в день города произошло её торжественное открытие.